# 屈氏耳孔甲鯰
屈氏耳孔甲鯰，為輻鰭魚綱鯰形目甲鯰科的其中一種，為熱帶淡水魚，分布於南美洲巴西東南部沿岸淡水流域，體長可達3.2公分，棲息在底層水域，生活習性不明。

## 扩展阅读
維基物種上的相關：屈氏耳孔甲鯰